# Śluza Dąbrówka
Śluza Dąbrówka (biał. Шлюз «Дамброўка») – siedemnasta śluza na Kanale Augustowskim (licząc od strony Biebrzy). Wybudowana w roku 1829 przez Jerzego Arnolda. Druga z trzech śluz leżących na terenie Białorusi. Została wyremontowana w latach 2005–2006 i funkcjonuje jako obiekt żeglugowy.
- Położenie: 91,5 km kanału
- Różnica poziomów: 3,04 m
- Długość: 43,9 m
- Szerokość: 6,10 m
- Wrota: drewniane
- Rok budowy: 1829
- Kierownik budowy: Jerzy Arnold